# Barbula subglaucescens
Barbula subglaucescens är en bladmossart som beskrevs av C. Müller 1897. Barbula subglaucescens ingår i släktet neonmossor, och familjen Pottiaceae. Inga underarter finns listade i Catalogue of Life.